# Haggadah

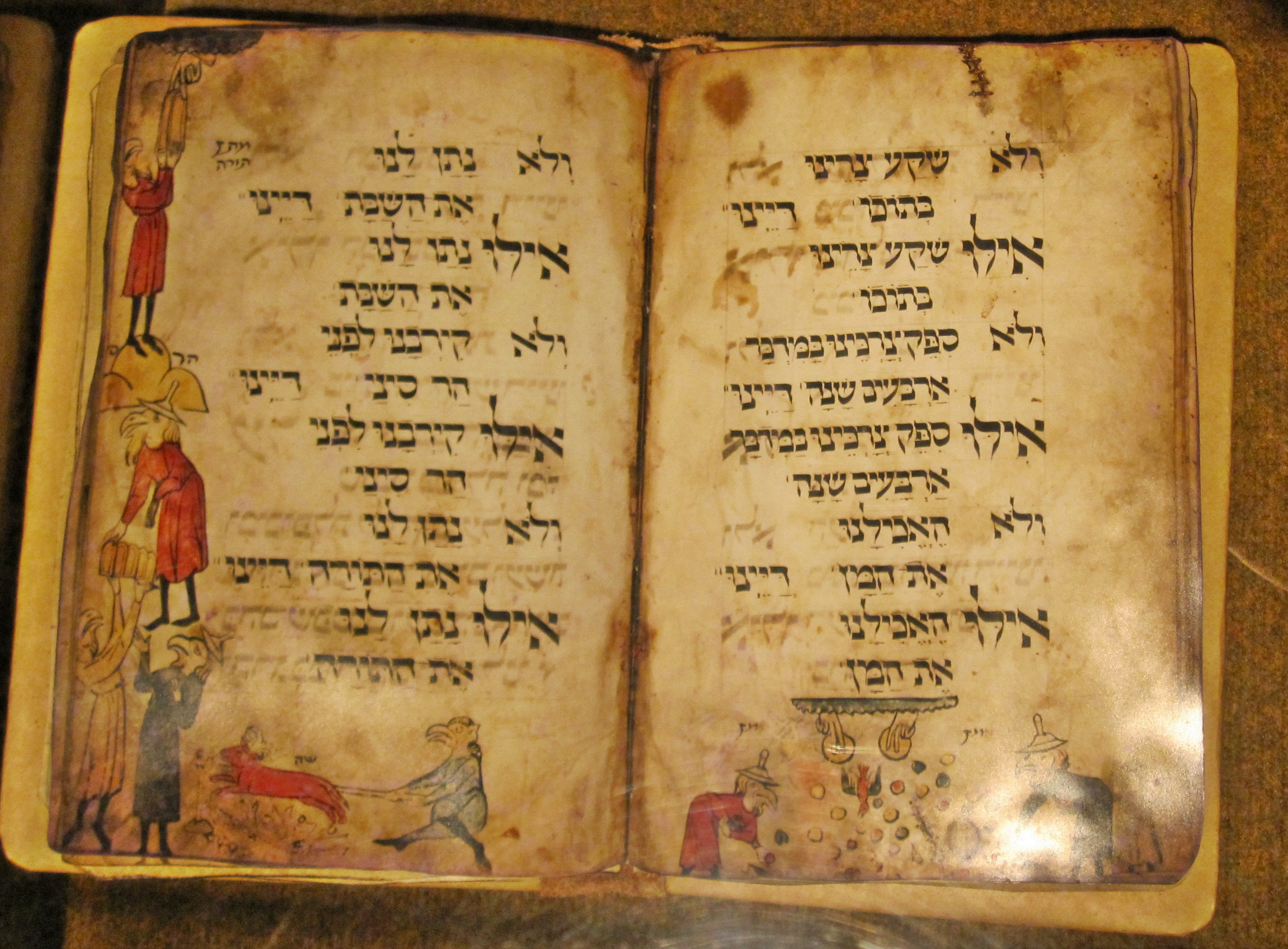
Haggadah manoscritto, XIV secolo, Germania meridionale

Haggadah o Aggadah (in ebraico הגדה, aramaico: אַגָּדָה – plur. [h]aggadot o [pron. aschenazita] aggados; usato anche aggad o aggadh – lett. racconto) è una forma di narrazione usata nel Talmud e in alcune parti della liturgia ebraica e Midrash. Il termine fa riferimento ai testi omiletici e non-legalistici di esegesi nella letteratura rabbinica classica. In generale, l'Haggadah è un compendio di omelie rabbiniche che incorporano il folclore, gli aneddoti storici, le esortazioni morali, e i consigli pratici in vari campi, dagli affari alla medicina.
Di particolare rilevanza la Haggadah di Pesach che costituisce la liturgia associata al Seder di Pesach, e che è una descrizione dell'esodo del popolo ebraico dall'Egitto dei Faraoni (circa 1500 a.C.).

## Etimologia
In termini di etimologia, la singenica ebraica הַגָּדָה, significa "narrazione" ma anche "parabola narrativa", mentre la radice semitica aramaica אגד (come anche נגד da cui אגדה) ha la doppia implicazione di "espandere" / "estrarre" e "vincolare" / "attrarre". Di conseguenza, la Haggadah può essere considerata come raggruppamento di quegli insegnamenti che comunicano tradizioni rabbiniche al lettore, ampliando simultaneamente la loro comprensione del testo e rafforzando anche la loro esperienza religiosa e connessione spirituale. La radice ha inoltre il significato di "flusso", e qui si riferisce alla trasmissione delle idee.

## Parte della Legge orale ebraica
La Haggadah fa parte della Legge orale (תורה שבעל פה) dell'Ebraismo - le tradizioni che forniscono l'interpretazione autorevole della Legge Scritta. In questo contesto, opinione ampiamente diffusa nella letteratura rabbinica è che la Haggadah sia in realtà un mezzo per la trasmissione di insegnamenti fondamentali (detti omiletici - מאמרים לימודיים) o per la spiegazione dei passi nel Tanakh (detti esegetici - מאמרים ביאוריים). Nel pensiero rabbinico, pertanto, gran parte della Haggadah è intesa come contenente una dimensione nascosta, allegorica, oltre al suo senso conclamato, letterale. In generale, dove un'interpretazione letterale contraddice la razionalità, i rabbini cercano una spiegazione allegorica: "Ci è stato detto di utilizzare il nostro buon senso per decidere se una haggadah sia da prendere alla lettera o meno".

### Insegnamenti allegorici-letterali
Rabbi Moshe Chaim Luzzatto, detto il Ramchal, discute questa modalità di trasmissione a due livelli, letterale-allegorico, della Haggadah nel su noto Discorso sulle Haggadot. Spiega che la Legge orale è infatti costituita da due componenti: la componente giuridica (חלק המצוות), che tratta delle mitzvot e della Halakhah; e la componente "segreta" (חלק הסודות), che esamina gli insegnamenti più profondi. La Haggadah, insieme alla Cabala, rientrano in quest'ultima. I rabbini dell'era mishnaica si erano resi conto del pericolo di registrare gli insegnamenti più profondi in forma esplicita, per iscritto alla maniera della Mishnah. Piuttosto li avrebbero riportati con una "modalità nascosta" e tramite "paradossi". (Per il loro valore, tali insegnamenti non dovevano essere accessibili a coloro che erano di "cattivo carattere", e per la loro profondità non dovevano essere messi a disposizione di quelli "non istruiti nei sistemi di analisi"). Questa modalità di trasmissione si basò tuttavia su norme coerenti e principi tali che coloro che erano "possessori delle chiavi" sarebbero stati in grado di aprire (rivelare) il loro significato; agli altri sarebbero sembrati solo come irrazionali o fantastici.

### Interpretazione dell'Haggadah
In linea con quanto sopra, Shmuel HaNagid, nella sua Introduzione al Talmud, afferma che la "Haggadah comprende qualsiasi commento che si verifichi nel Talmud su qualsiasi argomento che non sia un comandamento (cioè che non sia halakhico) e si dovrebbe derivare da esso solo ciò che è ragionevole". A questo riguardo Maimonide, nella sua prefazione al capitolo decimo della Trattato Sanhedrin (Perek Chelek), descrive tre possibili approcci all'interpretazione della Haggadah:
- Il primo approccio è quello di accettare la Haggadah come letteralmente vera, senza ammissione di spiegazioni allegorica nascoste - anche quando un'interpretazione letterale è in contrasto con il senso comune. Maimonide esprime dubbi su questo approccio.
- Il secondo approccio è quello di non presumere che qualsiasi cosa detta dai Saggi sia intesa alla lettera, e di rifiutare quindi, come impossibili, gli insegnamenti irrazionali o fantastici (e, di conseguenza, non considerare i Saggi come "ingenui e ignoranti"). Maimonide non respinge completamente l'interpretazione razionalista, ma si oppone ad un approccio esegetico che neghi all'Haggadah una razionalità nascosta. "I saggi hanno presentato il loro drashot in uno stile che la mente di uno sciocco rifiuterebbe a causa del proprio modo di pensare; ma è improprio assegnare qualsiasi carenza al drash — si può piuttosto sospettare che la carenza sia il risultato di suoi difetti intellettuali." (Maimonide, "Commento alla Mishnah: Introduzione").
- Il terzo approccio è quello di riconoscere che molte Haggadot hanno lo scopo di insegnare profonde verità, e che gli insegnamenti operano quindi a due livelli: "palesi" e "nascosti". Pertanto qualsiasi affermazione impossibile deve essere intesa come parabola; inoltre, dove le haggadot possono essere intese letteralmente, allora devono essere intese a tale livello. Questo è, in generale, l'opinione dei rabbini. "È giusto ... analizzare attentamente [le aggadot] ... quando una di esse sembra inverosimile, dobbiamo immergerci nei vari rami del Sapere fintanto che non ne comprendiamo i concetti."(Maimonide, op. cit.).

Si noti che l'approccio di Maimonide è anche molto diffuso tra le correnti non-razionaliste e mistiche dell'Ebraismo — così, ad esempio, il rabbino Isaia Horowitz (1565 – 1630), detto lo Shlah HaKodosh (il Santo Shlah), afferma che "nessuna di queste 'storie', a volte da capogiro, è priva di significati profondi; se si manca di comprensione, è colpa del lettore" ("Shnei Luchos HaBris, introduzione").

### In Talmud e Midrash
La Haggadah è correntemente esposta nel Midrash e nel Talmud.
Nel Midrash, il materiale haggadico e quello halakhico sono compilati come due collezioni distinte: 1) I Midrashim Aggadici, in generale, sono haggadot esplicative, che desumono le "implicazioni sermoniche" dal testo biblico, e 2) I Midrashim Halakhici, che desumono le leggi dal testo. Molti dei commentari della Torah, e i Targumim, interpretano il testo della Torah alla luce delle dichiarazioni haggadiche, in particolare quelle nel Midrash, e quindi contengono molto materiale sull'interpretazione dell'Haggadah.
Tutto il Talmud intreccia materiale haggadico e halakhico - con il materiale giuridico che comprende circa il 90% del testo. (Il Trattato Aboth, che non ha ghemara, si occupa esclusivamente di materiale non halakhico, sebbene non sia considerato haggadico in quanto si concentra in gran parte sullo sviluppo del carattere). Le haggadot talmudiche in genere trasmettono gli "insegnamenti più profondi" - anche se in modalità nascosta, come già indicato supra. Il materiale aggadico nel Talmud babilonese è presentato separatamente in Ein Yaakov, una raccolta di Haggadot insieme a commenti.
Le opere importanti che interpretano le Haggadot nel Talmud sono:
- Chiddushei Aggados (Novellae sulle Aggadot) di Samuel Edels "il Maharsha" (ebraico: מהרש"א, acronimo ebraico per "Il Nostro Insegnante, Rabbi Shmuel Eidels").
- Chiddushei Aggados (Novellae sulle Aggadot) di Judah Loew "il Maharal" (e molte altre opere di Loew, specialmente Be'er ha-Golah).
- Yehoyada e MeKabtziel (nomi basati su 2 Samuele 23.20[9]) di Yosef Hayyim "il Ben Ish Chai" (titolo che rappresenta anche la sua opera omonima בן איש חי ("Figlio dell'Uomo (che) Vive")
- Beur Aggados (Chiarimento delle Aggadot) e Perush al Kamma Aggadot (Commentario di numerose Aggadot) del Gaon di Vilna.
- Ayin Ayah Commentario dello Ein Yaakov di Abraham Isaac Kook
- En Jacob (Ein Yaakov) Haggadah del Talmud babilonese di Rabbi Jacob ibn Habib,[8] riveduto e tradotto in (EN)  da Rabbi S. H. (Zvi Hirsch) Glick, copyright 1916.

## Sviluppo della Haggadah
I Midrashim derivano principalmente dagli insegnamenti dei Tannaim:
La Haggadah è stata conservata in una serie di opere diverse che, come tutte le opere di letteratura tradizionale, sono pervenute nella loro forma attuale tramite collezioni e revisioni precedenti. Le loro forme originali esistevano molto prima che fossero trascritte.
Le prime tracce di esegesi midrashica si trovano nella Bibbia stessa; durante il tempo dei Soferim (scribi) lo sviluppo del Midrash haggadico ricevette un forte impulso e furono poste le basi per le funzioni religiose pubbliche, che ben presto offrirono il mezzo principale per lo studio dell'esegesi biblica.
Molta Haggadah, spesso mescolata ad elementi stranieri, si trova negli Apocrifi, negli Pseudepigrafi, nelle opere di Flavio Giuseppe e di Filone d'Alessandria e nella restante letteratura giudaico-ellenistica; ma l'esegesi haggadica raggiunse il suo massimo sviluppo nell'importante periodo mishnaico-talmudico, tra il 100 e 550 e.v.
La Haggadah degli Amoraim (saggi del Talmud) è la continuazione di quella dei Tannaim (saggi della Mishna). L'edizione finale della Mishnah, che era di importanza fondamentale per la Halakhah, fu di minore importanza per la Haggadah che, sia nella forma che nei contenuti, presenta le stesse caratteristiche in entrambi i periodi.

### Haggadah esegetica e omiletica
È importante sottolineare la differenza fondamentale nella struttura tra i midrashim che formano un commentario continuo (מאמרים ביאוריים) del testo scritturale, e i midrashim omiletici (מאמרים לימודיים). Quando gli studiosi si impegnarono a modificare, rivedere e raccogliere in midrashim individuali l'immensa quantità di Haggadot, seguirono il metodo impiegato per le collezioni e revisioni delle Halakhot e delle discussioni halakhiche. La forma proposta fu quella di organizzare in sequenza testuale le interpretazioni esegetiche del testo biblico come insegnato nelle scuole di studio ebraico, o le interpretazioni occasionali introdotte nei discorsi pubblici, e che erano in qualche modo connesse con la Sacra Scrittura. Dal momento che il lavoro del redattore era spesso solo quello della compilazione, i midrashim esistenti mostrano in molti passaggi il carattere delle fonti da cui furono prelevati. Questa è stata la genesi dei midrashim che per natura riportano commentari haggadici di singoli libri della Bibbia, come il Bereshit Rabbah, lo Eikah Rabbati, i midrashim delle altre Meghillot, ecc.

## Compilazioni moderne della Haggadah
Lo Ein Yaakov è una compilazione di materiale haggadico contenuto nel Talmud babilonese, insieme a commentari. Fu redatto da Jacob ibn Habib e (dopo la sua morte) da suo figlio Rabbi Levi ibn Habib, e fu pubblicato per la prima volta a Salonicco (Grecia) nel 1515. Era inteso come testo di Haggadah, che potesse esser studiato con "lo stesso grado di serietà del Talmud stesso". Antologie popolari non apparvero che successivamente - e queste spesso incorporarono "haggadot" esterne alla letteratura rabbinica classica. Le opere principale includono:
- Sefer Ha-Aggadah (Il Libro di Leggende) è una raccolta classica della Haggadah tratta dalla letteratura della Mishnah, dei due Talmud e della Midrash. Fu curata dal noto poeta e scrittore ebreo Haim Nachman Bialik in collaborazione con Yehoshua Hana Ravnitzky, pubblicata in tre volumi negli anni 1908-1911.[12] Bialik e Ravnitzky lavorarono per tre anni a redigere una panoramica completa e rappresentativa di Haggadah. Quando trovarono la stessa Haggadah in più versioni, da più fonti, usualmente scelsero la forma ultima, quella che si trovava nel Talmud babilonese. Tuttavia, presentarono anche alcuni haggadot in sequenza, fornendo la forma precedente del Talmud gerosolimitano, le versioni successive del Talmud babilonese, e infine una compilazione dal Midrash classico. In ciascun caso, ogni singola Haggadah è data insieme alla sua fonte originaria. Nell'edizione originale, i due autori tradussero le haggadot aramaiche in ebraico moderno.[13]
- Leggende degli ebrei, del talmudista Rabbi Louis Ginzberg,[14] è una sintesi originale di una grande quantità di haggadah dalla Mishnah, dai due Talmud e dal Midrash. Ginzberg aveva una conoscenza enciclopedica di tutta la letteratura rabbinica, e il suo capolavoro incluse una voluminosa serie di haggadot. Tuttavia, egli non creò un'antologia che mostrasse questi haggadot distintamente, ma li parafrasò e riscrisse in un'unica narrazione continua che formò cinque volumi, seguiti da due volumi di note che danno fonti specifiche.
- Mimekor Yisrael, di Micha Josef Berdyczewski. Berdichevsky si interessò alla compilazione del folclore e delle leggende del popolo ebraico, dai tempi più antichi fino all'alba dell'era moderna. La sua collezione comprende una vasta gamma di haggadot, sebbene siano limitate a quelle che Berdichevsky considerava fossero nell'ambito del folclore.
- Le opere complete di Dov Noy.[15] Nel 1954, fondò il museo "Israel Folktale Archives and Ethnological Museum"[16] presso l'Università di Haifa, costituito da un archivio che contiene oltre 23000 fiabe folcloristiche raccolte da tutte le varie comunità etniche ebraiche che vivono in Israele.